# Ко (Во)
Ко (фр. Caux) — невелике поселення в кантоні Во, Швейцарія, яке входить до муніципалітету Монтре. З Ко відкривається широкий краєвид на Женевське озеро з висоти 1000 метрів.
Розташоване напівдороги від озера до перевалу Роше-де-Ней (2000 метрів), Ко з околицями традиційно використовувалося лише для випасу худоби. Наприкінці XIX століття власники готелів на місцевих рив'єрах з Монтре та Терріте звернули увагу на туристичний потенціал схилів Ко. Спочатку прості корчми, потім масивний готель «Ґранд-отель Ко» (1893) і, нарешті, вражаючий готель «Палац Ко» (1902), шедевр швейцарського архітектора Ежена Йоста, надав Ко міжнародного статусу, гостячи найбагатших і найвідоміших клієнтів: імператрицю Сісі Австро-Угорщини, лорда Роберта Баден-Павела, Сашу Гітрі, Едґара Воллеса, принца Ібн Сауда, майбутнього монарха Саудівської Аравії, Джона Д. Рокфеллера та магараджу Вадодари, якщо згадати лише кількох.
Перша світова війна ознаменувала кінець розкошам готелів Ко. Незважаючи на зусилля власників готелів, золоті роки Belle Epoque ніколи не відновилися, а економічна криза 1929 року та Друга світова війна остаточно призвели до банкрутства всіх готелів.
Під час Другої світової війни готелі занепадали і використовувались для розміщення цивільних біженців та інтернованих втікачів-військовополонених союзників. Нарешті близько 1600 євреїв із «поїзда Кастнера» з Будапешта знайшли собі там притулок.
У 1946 році колишній готель Caux Palace був придбаний та відремонтований організацією « Моральне переозброєння» (MRA) і став використовуватись як міжнародний конференц-центр для роботи щодо примирення європейських народів. Вони провели багато семінарів та зібрали докупи багатьох ключових людей із різних рівнів управління та суспільства. Історики Дуґлас Джонстон та Синтія Семпсон описують роботу МРА як «важливий внесок у одне з найбільших досягнень у цілій історії сучасного державотворення: вражаюче швидке франко-німецьке примирення після 1945 року». Колишній готель Caux-Palace досі є домом для конференц-центру "Ініціатив змін ", який вміщує до 450 людей. Більшу частину року ця будівля експлуатується як готельна школа, Швейцарська школа готельного менеджменту, одночасно проводячи щорічні конференції «Ініціатив змін».
Будинок готелю Caux Palace видно з Монтре та околиць. У прибічку готелю постійно працює невелика історична виставка, відкрита для публіки.

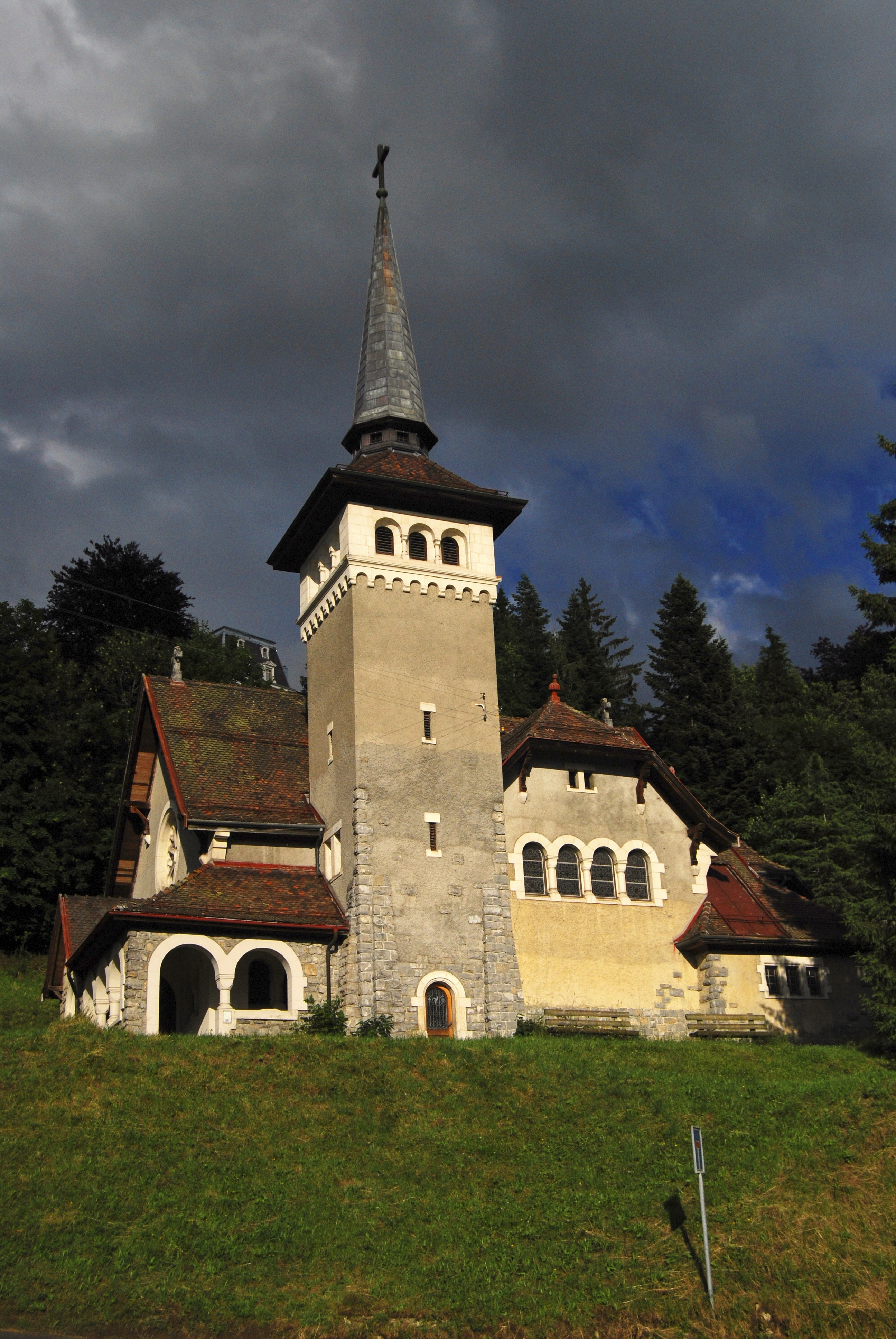
Католицька каплиця в Ко

Ко також має дві церкви, обидві побудовані на початку 20 століття:
- Протестантська каплиця, започаткована англіканською (1906), має цікавий дерев'яний каркас, вітражі в англійському стилі (що представляють ангельські діла) та ряд дерев'яних різьб: ангели з боків і особливий самшитовий вівтар, що представляє тривимірне розп'яття, походженням з Брюґґе.
- Католицька каплиця (1907).

Ко також пропонує широкий спектр зимових заходів: перший чемпіонат світу з бобслею був організований у Ко в 1930 році. В околиці є достатньо нагод вправляти гірське та бігове нартярство, також є відкрита ковзанка.
До села Ко можна доїхати поїздом з Монтре, що прямує до Роше-де-Ней, або до перевалу і вершини Жаман. Цей район популярний серед спостерігачів за птахами, оскільки він лежить вздовж головного міграційного шляху для птахів, які восени прямують на південь.